# Holker Street
Holker Street, wegens sponsorredenen ook bekend onder de naam Progression Solicitors Stadium, is een voetbalstadion in de Engelse stad Barrow-in-Furness. De huidige bespeler is Barrow AFC, die in het merendeel van de jaren sinds 1909 gebruik heeft gemaakt van Holker Street. Het stadion biedt plaats aan 4.256 toeschouwers, waarvan 1.000 zitplaatsen.
Het recordaantal toeschouwers werd bereikt in januari 1954, toen Barrow thuis Swansea ontving in de derde ronde van de FA Cup. 16.874 supporters bekeken deze wedstrijd.
American Express Community Stadium  (Brighton & Hove Albion)  ·
Anfield  (Liverpool)  ·
Brentford Community Stadium  (Brentford)  ·
City Ground  (Nottingham Forest)  ·
Craven Cottage  (Fulham)  ·
Dean Court  (Bournemouth)  ·
Emirates Stadium  (Arsenal)  ·
Etihad Stadium  (Manchester City)  ·
Goodison Park  (Everton)  ·
King Power Stadium  (Leicester City)  ·
Molineux Stadium  (Wolverhampton Wanderers)  ·
Old Trafford  (Manchester United)  ·
Olympisch Stadion  (West Ham United)  ·
Portman Road  (Ipswich Town)  ·
St. James' Park  (Newcastle United)  ·
St. Mary's Stadium  (Southampton)  ·
Selhurst Park  (Crystal Palace)  ·
Stamford Bridge  (Chelsea)  ·
Tottenham Hotspur Stadium  (Tottenham Hotspur)  ·
Villa Park  (Aston Villa) 
Ashton Gate  (Bristol City)  ·
bet365 Stadium  (Stoke city)  ·
Bramall Lane  (Sheffield United)  ·
Cardiff City Stadium  (Cardiff City)  ·
Carrow Road  (Norwich City)  ·
Coventry Building Society Arena  (Coventry City)  ·
Deepdale  (Preston North End)  ·
The Den  (Millwall)  ·
Elland Road  (Leeds United)  ·
Ewood Park  (Blackburn Rovers)  ·
Fratton Park  (Portsmouth)  ·
The Hawthorns  (West Bromwich Albion)  ·
Hillsborough  (Sheffield Wednesday)  ·
Home Park  (Plymouth Argyle)  ·
Kassam Stadium  (Oxford United)  ·
Kenilworth Road  (Luton Town)  ·
Loftus Road  (Queens Park Rangers)  ·
MKM Stadium  (Hull City)  ·
Pride Park  (Derby County)  ·
Riverside Stadium  (	Middlesbrough)  ·
Stadium of Light  (Sunderland)  ·
Swansea.com Stadium  (Swansea City)  ·
Turf Moor  (Burnley)  ·
Vicarage Road  (Watford) 
Abbey Stadium  (Cambridge United)  ·
Adams Park  (Wycombe Wanderers)  ·
Bloomfield Road  (Blackpool)  ·
Brisbane Road  (Leyton Orient)  ·
Broadfield Stadium  (Crawley Town)  ·
Broadhall Way  (Stevenage)  ·
DW Stadium  (Wigan Athletic)  ·
Edgeley Park  (Stockport County)  ·
Field Mill  (Mansfield Town)  ·
John Smith's Stadium  (Huddersfield Town)  ·
London Road  (Peterborough United)  ·
Madejski Stadium  (Reading)  ·
Memorial Stadium  (Bristol Rovers)  ·
New Meadow  (Shrewsbury Town)  ·
New York Stadium  (Rotherham United)  ·
Oakwell Stadium  (Barnsley)  ·
Pirelli Stadium  (Burton Albion)  ·
Racecourse Ground  (Wrexham)  ·
Sincil Bank  (Lincoln City)  ·
Sixfields Stadium  (Northampton Town)  ·
St. Andrew's Stadium  (Birmingham City)  ·
St James Park  (Exeter City)  ·
The Valley  (Charlton Athletic)  ·
University of Bolton Stadium  (Bolton Wanderers) 
Bescot Stadium  (Walsall)  ·
Blundell Park  (Grimsby Town)  ·
Brunton Park  (Carlisle United)  ·
Colchester Community Stadium  (Colchester United)  ·
County Ground  (Swindon Town)  ·
Crown Ground  (Accrington Stanley)  ·
Globe Arena  (Morecambe)  ·
Gresty Road  (Crewe Alexandra)  ·
Hayes Lane  (Bromley)  ·
Highbury Stadium  (Fleetwood Town)  ·
Holker Street  (Barrow)  ·
Keepmoat Stadium  (Doncaster Rovers)  ·
Meadow Lane  (Notts County)  ·
Moor Lane  (Salford City)  ·
Plough Lane  (Wimbledon)  ·
Prenton Park  (Tranmere Rovers)  ·
Priestfield Stadium  (Gillingham)  ·
Rodney Parade  (Newport County)  ·
SMH Group Stadium  (Chesterfield)  ·
Stadium MK  (MK Dons)  ·
Vale Park  (Port Vale)  ·
Valley Parade  (Bradford City)  ·
Wetherby Road  (Harrogate Town)  ·
Whaddon Road  (Cheltenham Town) 